# مرني
مرني هي قرية في مقاطعة نمين، إيران. يقدر عدد سكانها بـ 929 نسمة بحسب إحصاء 2016.